# Wireless City Planning
Wireless City Planning株式会社（ワイヤレスシティプランニング、Wireless City Planning Inc.）は、ソフトバンクグループ傘下の電気通信事業者。

## 概要
ウィルコムの会社更生法申請に伴い、ソフトバンク（現在のソフトバンクグループ）の100%出資により、ウィルコムのXGP事業と同社の固定資産等を譲受する目的で設立された。しかし、BWAの免許取得には、既存の3G事業者を抱えているソフトバンクグループでは、出資比率33%超にならないようにする必要があったことから、スポンサーファンドであるアドバンテッジ パートナーズらから資本を引き受ける形で、電気通信事業者として申請し、2010年（平成22年）12月21日付で、ウィルコムから前述の事業を譲受し、実態のある企業となった。譲受時点で「XGPサービス」の新規加入は行わず、東京23区のウィルコムユーザ向けにのみ提供されていた旧・WILLCOM CORE XGPの限定サービスを継承。
2011年（平成23年）11月より、XGPの高度化サービスであるAdvanced eXtended Global Platform（AXGP）方式を利用した「AXGPサービス」を東京・大阪・福岡の一部地域で従来のXGP利用者向けモニターサービスとして提供開始した。なお、これに伴い、従来のXGPサービスは、2012年（平成24年）1月31日を以って廃止されることになった。
2012年2月より、系列に当たるソフトバンクモバイル（現・ソフトバンク）がWCPのMVNOとして、下り最大76Mbpsに対応したSoftBank 101SI（SoftBank 4Gブランドで提供するAXGPと自社のDC-HSDPAサービス・ULTRA SPEEDのデュアルモードに対応したデータ専用Wi-Fiルータ端末）を提供する。
2013年3月21日時点で2012年度末の全国人口カバー率92%を達成し政令指定都市人口カバー率についても100%となったと発表した。これについては急ピッチでエリア拡大を進め、本来5年間で実現する予定の計画を実質2年間で達成したことになる。WCPのAXGP基地局を展開する際は既存のウィルコム基地局を利用し建物制限が無い限りは全てPHSとの併設のオムニアンテナ新型機に替えている。
2014年7月頃から、Yahoo! BBがMVNOとしてYahoo! BB Airを開始した。
2014年秋頃をめどに、キャリア・アグリゲーションのAXGP版を提供する予定。ただし、実際にはソフトバンクモバイルの（SoftBankないしはY!mobileブランド）端末によるサービスとなる。
WCPのMVNOとして展開している事業者は、ソフトバンクとTOKAIコミュニケーションズの2社となっている。

## 沿革
- 2010年（平成22年）
  - 6月11日 - ソフトバンク（現・ソフトバンクグループ）の100%出資でWireless City Planning株式会社として設立。
  - 12月1日 - 電気通信事業の登録を完了させる。
  - 12月7日 - 総務省より、2.5GHz帯特定基地局の開設計画に関する承継の認可を受ける。
  - 12月21日 - ウィルコムよりXGP事業やXGP・PHSに利用する電柱などの固定資産、およびXGP・PHSの基地局におけるロケーションの賃貸借の貸主の地位等を承継し、実体会社となる。
- 2011年（平成23年）
  - 6月3日 - 2.5GHz帯によるBWAの通信方式（特定基地局の開設計画）の変更申請を総務省に提出し、認定される。
  - 11月1日 - Advanced eXtended Global Platform（AXGP）方式の通信サービスをMVNO事業者向け[注 1]および既存のXGPサービス利用者向けモニターサービスとして開始。
  - 12月2日 - 翌年1月31日正午をもって、XGPサービスの停波を行うことを発表。
- 2012年（平成24年）1月31日 - 正午をもって、XGPサービス（旧・WILCOM CORE XGP）によるモニターサービスを終了し、AXGPサービスのモニターサービスへの切り替えを実施。
- 2013年（平成25年）4月 - ソフトバンク（現・ソフトバンクグループ）の連結子会社化[4]。
- 2018年（平成30年）3月 - ソフトバンクの子会社化[5]。

## 通信端末

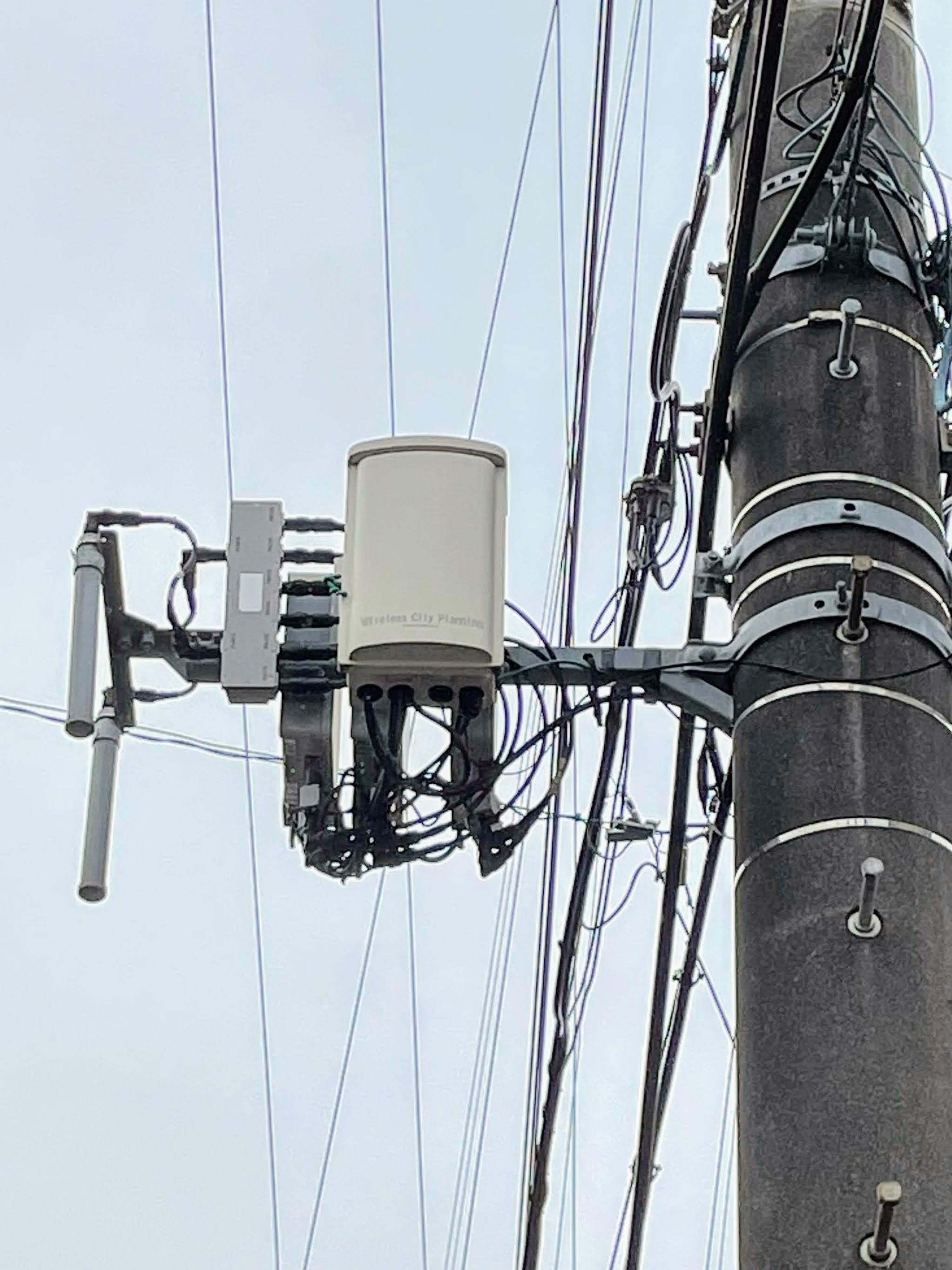
電柱に取り付けられた小型基地局

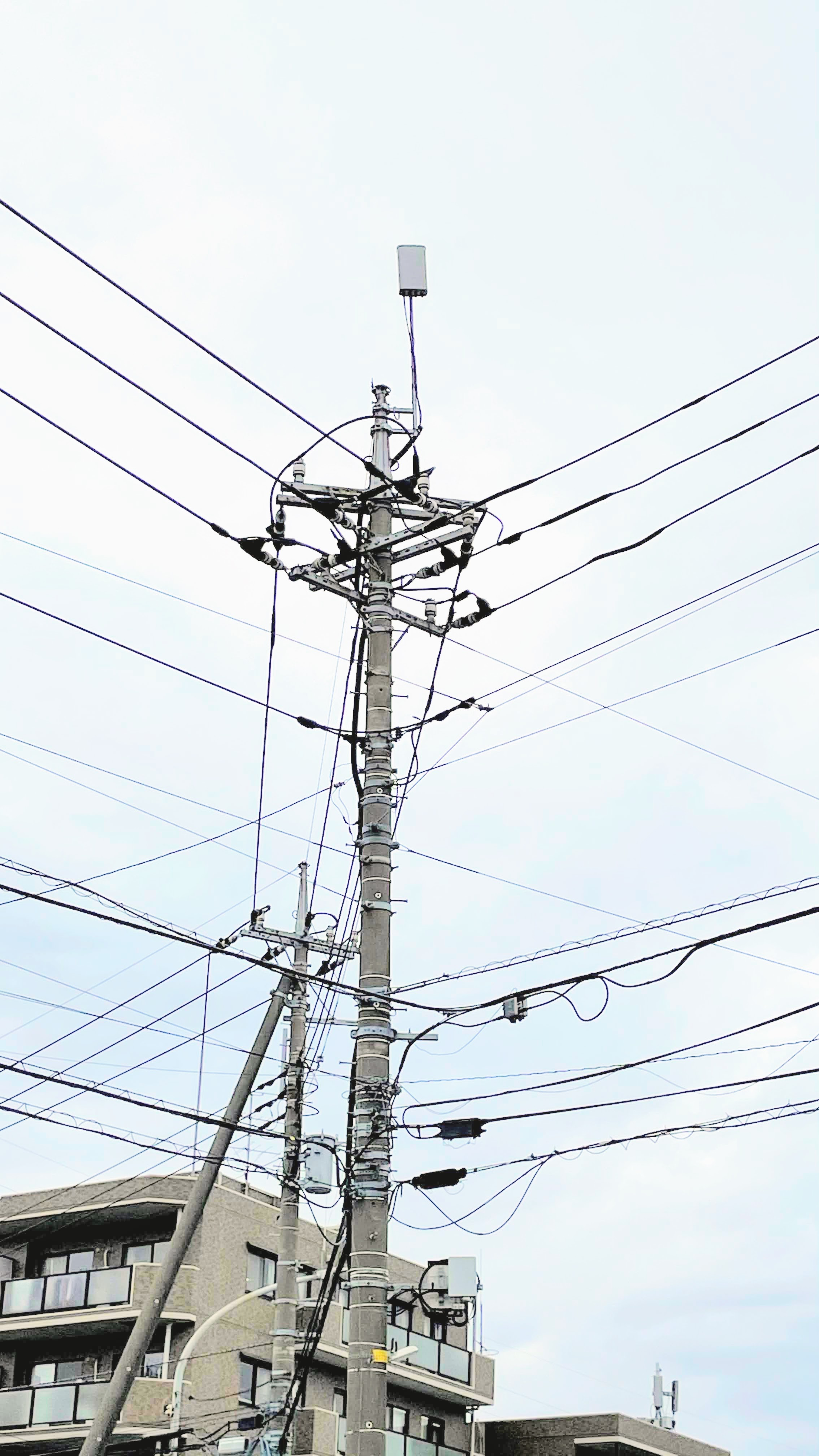
電柱に取り付けられた小型基地局（右下）とアンテナ（最上部）

### XGPサービス向け
XGPサービス向けについてはウィルコムの事業 （WILLCOM CORE XGP）だった時代に発表されたもののみとなっている。
- GX000N
- GX000IN
- GX001N

### AXGPサービス向け
2011年（平成23年）11月1日時点で、華為技術（ファーウェイ）製のUSBドングル端末が、モニターサービス用端末として提供。一般向けへ提供されている（予定も含む）端末は以下の通り。

#### 対応端末
自社の提供サービスが明らかにされていないため、便宜上、当社のMVNO事業者の一部端末について提示する。なお、MVNOがソフトバンクの場合はSoftBank 4G 対応端末を、MVNOがイー・アクセスの場合はEMOBILE 4G 対応端末およびEMOBILE 4G-S 対応端末を、MVNOがウィルコムの場合はWILLCOM CORE 3G 対応端末をそれぞれ参照。

##### 下り最大110Mbps、上り最大10Mbpsとなる機種

###### @TCOM向け
データ端末
- SoftBank 102HW - 華為技術日本製（WCP・SBMの2者によるMVNOの形を取っている）